# لخضر بن طوبال
سليمان بن طوبال ( ولد سنة 1923 في ميلة و توفي 21 أغسطس 2010 في الجزائر العاصمة.) والمعروف أثناء الثورة الجزائرية باسم لخضر سياسي جزائري وأحد الذين شاركوا في تأسيس المخابرات الجزائرية رفقة مؤسسها الأصلي عبد الحفيظ بوصوف.

## حياته
انخرط في صفوف حزب الشعب أثناء الحرب العالمية الثانية. انضم إلى المنظمة الخاصة وأشرف على تنظيم الخلايا العسكرية بالشمال القسنطيني.
بعد اكتشاف أمر المنظمة الخاصة لجأ إلى جبال الأوراس بعيدا عن مطاردات الشرطة الفرنسية وهناك تعرف على قياديين في حركة انتصار الحريات الديمقراطية من أمثال مصطفى بن بولعيد، رابح بيطاط، عمار بن عودة، وغيرهم. كما كان عضوا في مجموعة 22 عند اندلاع الثورة الجزائرية، وأشرف على العمليات الأولى بنواحي جيجل والميلية، كما كان من بين المؤطرين لهجومات 20 أوت 1955 رفقة الشهيد زيغود يوسف، شارك ضمن وفد المنطقة الثانية في مؤتمر الصومام. عين عضوا إضافيا في المجلس الوطني للثورة الجزائرية، خلف زيغود يوسف على رأس الولاية الثانية، التحق بتونس عام 1957، وفي أغسطس 1957 عين عضوا في لجنة التنسيق والتنفيذ. عند تأسيس الحكومة المؤقتة للجمهورية الجزائرية عين وزيراً للداخلية وحافظ على منصبه في التشكيلات الثلاث. شارك أيضاً في المفاوضات مع السلطات الفرنسية في لي روس وفي إيفيان.

## وفاته
توفي لخضر بن طوبال الذي كان من مفجري ثورة التحرير، بمستشفى عين النعجة العسكري بالعاصمة الجزائرية، بعد فترة طويلة من المرض وتم دفنه في مربع الشهداء لمقبرة العالية.